# Mats/Morgan Band
Mats/Morgan Band är en svensk musikgrupp startad av Mats Öberg och Morgan Ågren.
Mats och Morgan träffades 1981 då de helt orepeterat – 10 och 13 år unga – gjorde sin första spelning tillsammans på ett kafé i Innertavle strax utanför Umeå, med låtar av The Beatles, Frank Zappa och Stevie Wonder.
Mats/Morgan Band består nu av medlemmarna Mats Öberg (klaviatur), Gustaf Hielm (bas) och Morgan Ågren (trummor).

## Diskografi
- 1996 - Trends and Other Diseases
- 1997 - The Music or the Money
- 1998 - Radio DaDa
- 1998 - The Teenage Tapes
- 2001 - Live
- 2002 - On Air With Guests
- 2005 - Thanks for Flying With Us
- 2008 - Heat Beats Live (+ Tourbook 1991-2007) (DVD+CD)
- 2014 - Schack Tati
- 2016 - 35th Anniversary Collection
- 2018 - Live with Norrlandsoperan Symphony Orchestra